# Tanguten

Xia-Beamte

Die Tanguten (chinesisch 黨項 / 党项, Pinyin Dǎngxiàng) waren ein sinitisches Volk im Gebiet der heutigen chinesischen Provinzen Innere Mongolei, Qinghai Sichuan und Gansu sowie des Autonomen Gebiets Ningxia. Im Jahre 1038 gründeten sie die Westliche Xia-Dynastie (Xi Xia oder Xixia). Ihre Nachfahren sind möglicherweise die Qiang im heutigen Südwesten Chinas.

## Geschichte
Erstmals werden die Tanguten zu Beginn der Tang-Dynastie erwähnt. Sie lebten als Viehzüchter auf einem Ausläufer der Qinghai-Tibet-Hochebene in der Gegend des Sungqu. Mitte der Tang-Zeit wurde ein großer Teil der Tanguten in das Gebiet von Qingyang (Provinz Gansu) umgesiedelt. Die zurückgebliebenen Tanguten wurden von den Tibetern, denen sie fortan unterstanden, „Miyao“ (弭藥,  Mǐyào) genannt. Die acht nordwärts gewanderten Tanguten-Stämme wurden unter Tang Daizong nochmals umgesiedelt, diesmal in die Gegend nördlich von Mizhi und östlich von Hengshan in der Provinz Shaanxi. Viele zogen auch in die Gebiete des Suide und Yan’an weiter. 

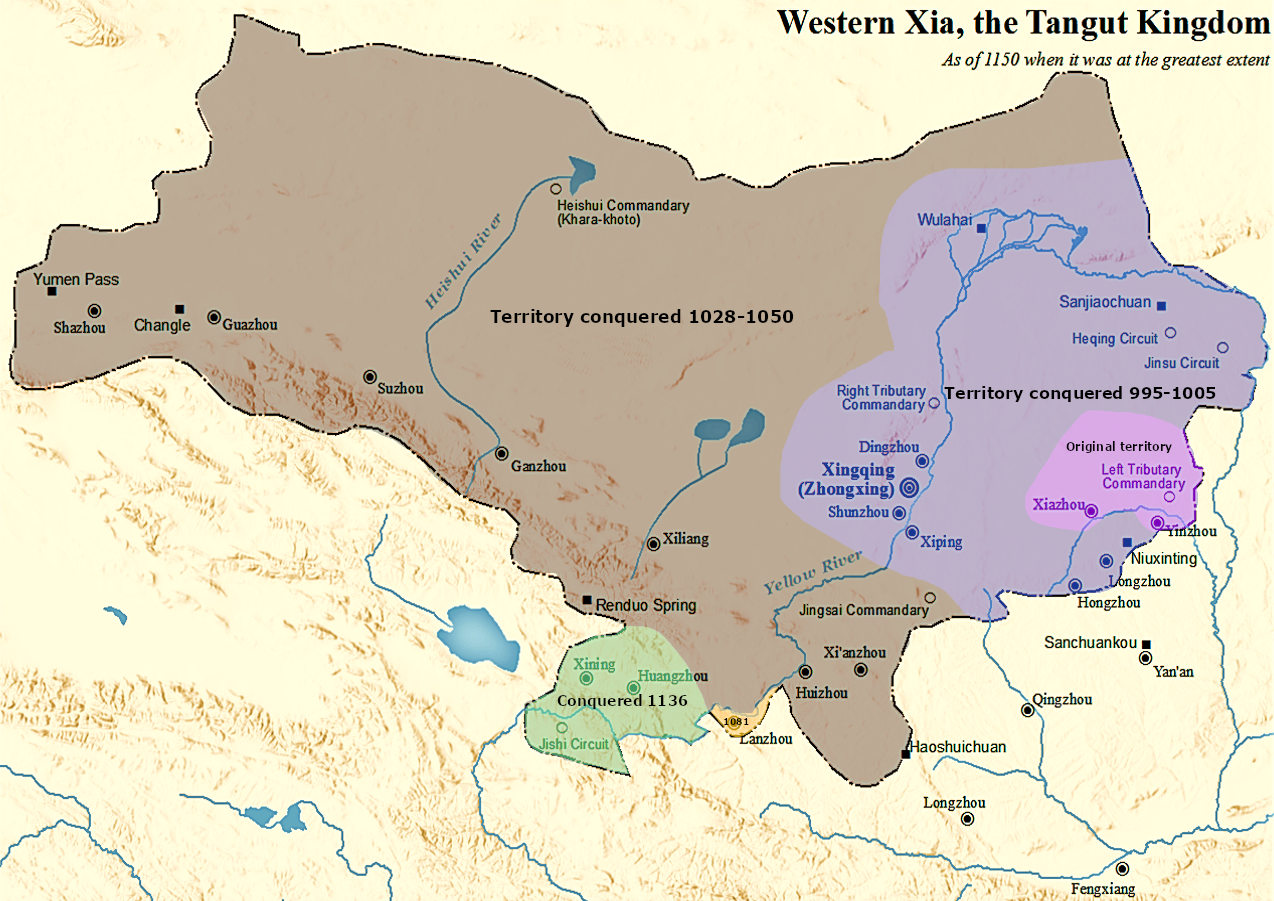
Das Reich der Westlichen Xia, Stand seiner größten Ausdehnung 1150

Der von den Tabgatsch abstammende Tuoba Sigong, dem aufgrund seiner Verdienste von der Tang-Dynastie noch der Familienname „Li“ (李) verliehen worden war, erreichte im Jingbian eine größere Selbständigkeit der Tanguten. Auf ihn geht das Herrscherhaus der Tanguten und die Westliche Xia-Dynastie zurück.
Ab 995 begann die Ausdehnung des Tanguten-Reichs, 1036 wurde das Reich der Uiguren in Gansu erobert. Im Jahr 1038 wurde das Reich der Westlichen Xia-Dynastie als eigenständiger Staat ausgerufen.  
Dschingis Khan eroberte 1209 das Reich der Tanguten. Da sie ihren Pflichten nicht nachkamen, unternahm er 1226 einen neuen Feldzug gegen die Tanguten, was mit der völligen Zerstörung ihrer Hauptstadt endete. Nach der Zerstörung durch die Mongolen zog ein Teil der überlebenden Tanguten südwärts und vereinigte sich mit den in Sichuan verbliebenen Miyao. Trotzdem verschwanden die Tanguten als Ethnie. Ihre Nachfahren sind vor allem unter Tibetern, Han-Chinesen und Qiang zu finden.

## Sprache und Schrift

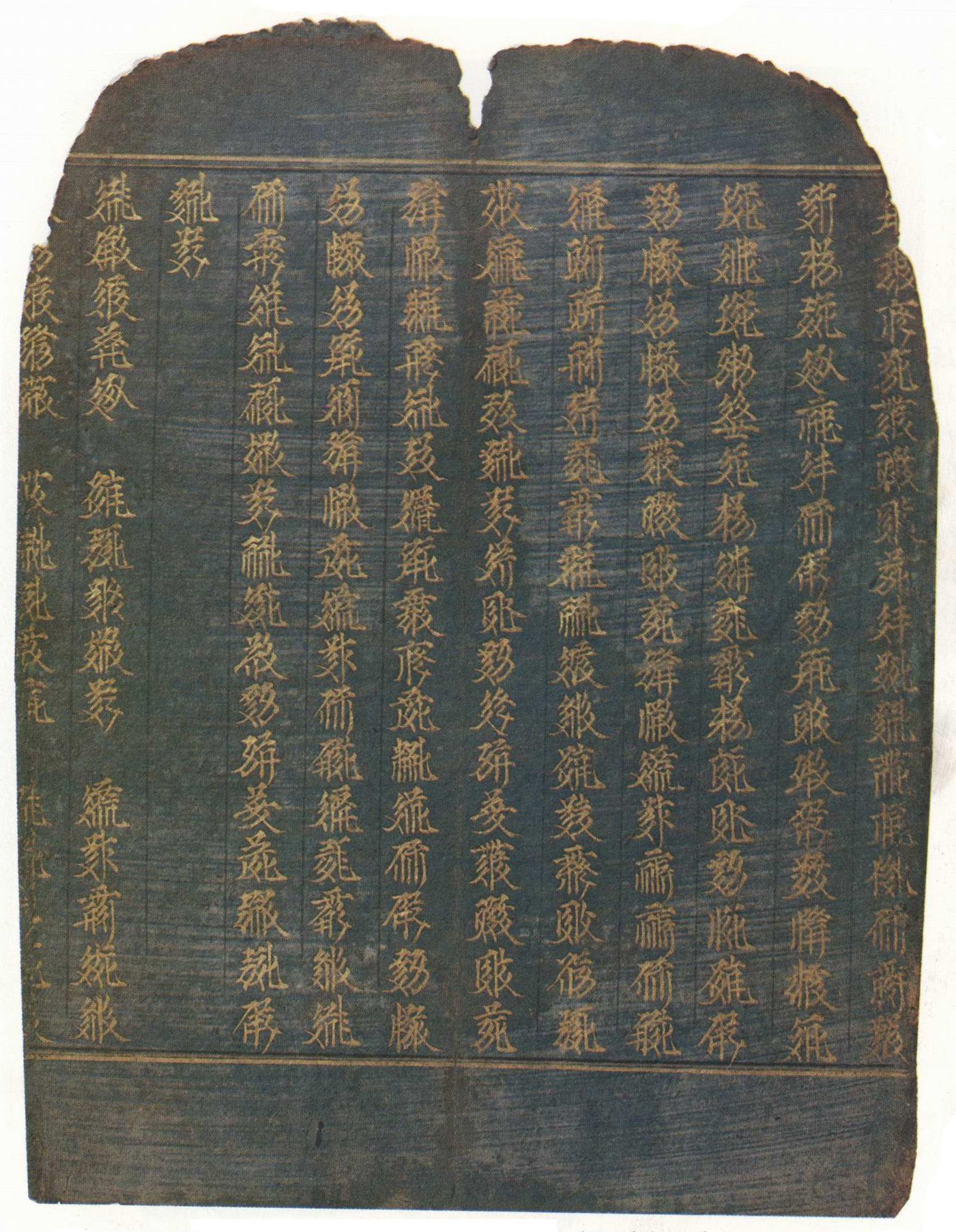
Tangutische Schrift

Die ausgestorbene tangutische Sprache gehörte zur Gruppe der Xixia-Qiang-Sprachen, einer kleinen Untereinheit des Sinotibetischen. Die Qiang, deren Sprache noch gesprochen wird, sind eine ethnische Minderheit, die vor allem in Sichuan lebt. Die Tanguten entwickelten für ihre Sprache eine eigene Schrift, die Xixia-Schrift.